# Atypophthalmus umbratus
Atypophthalmus umbratus là một loài ruồi trong họ Limoniidae. Loài này được phát hiện ở miền Cổ bắc, Neotropisch, Afrotropisch, miền Ấn Độ - Mã Lai và miền Australasia.